# Stereochlamis incertum
Stereochlamis incertum är en svampdjursart som först beskrevs av Isao Ijima 1927.  Stereochlamis incertum ingår i släktet Stereochlamis och familjen Cribrospongiidae. Inga underarter finns listade i Catalogue of Life.